# Kranidi
Kranidi (griechisch Κρανίδι (n. sg.)) ist eine griechische Kleinstadt im Süden der Argolis in der Region Peloponnes. Seit der Fusion der Gemeinden Kranidi und Ermioni zum 1. Januar 2011 ist die Stadt Verwaltungssitz der neuen Gemeinde Ermionida.
Kranidi liegt im östlichen Teil der Argolis, am östlichen 'Finger' der Halbinsel etwa 8 km westlich von Ermioni, 28 km südlich von Palea Epidavros und 38 km südöstlich von Nafplio.

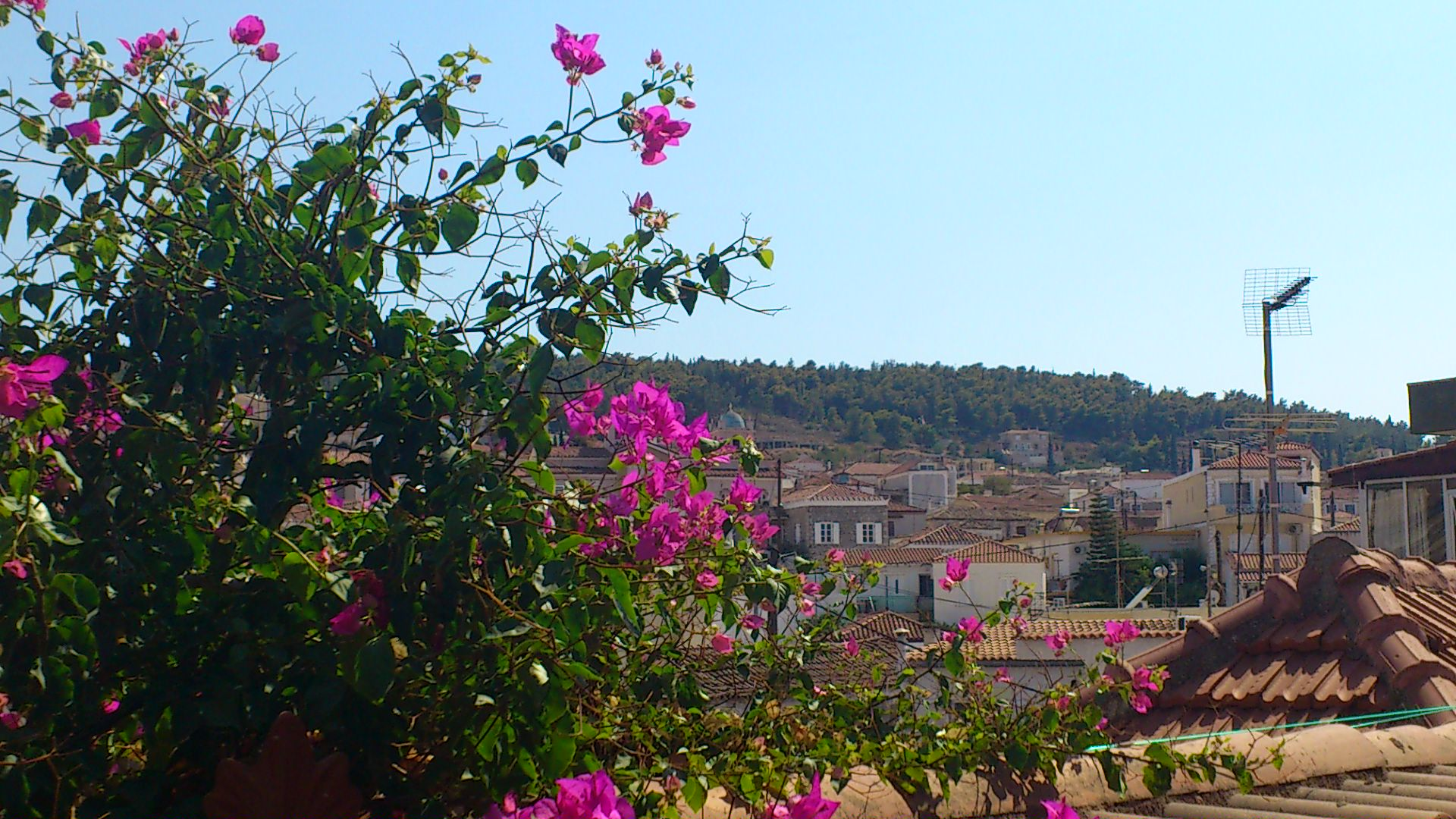
Bougainvillea und der nördliche Teil der Stadt

## Geographie
Die Landschaft um Kranidi ist hügelig mit Olivenhainen und kleinen Pinienwäldern bedeckt. Die Stadt ist 4 km von der Küste mit Buchten und Stränden entfernt.

## Geschichte
Kranidi war eines der Zentren des griechischen Aufstandes im Jahr 1777. Nach dem Scheitern des Aufstandes suchten viele Einheimische Zuflucht am restlichen Peloponnes, in Griechenland, Zypern und auch Russland.
Während des griechischen Befreiungskampfes flüchteten 1823 23 Mitglieder der griechischen Nationalversammlung nach Kranidi, wo sie am 18. Dezember 1823 eine neue Regierung unter Georgios Kountouriotis (1782–1858) bildeten. In diesem Zusammenhang wurde eine Art erste Verfassung Griechenlands entworfen.

## Wirtschaftspolitik
Kranidi, das mit 5000 Einwohnern 2010 weit mehr als sechs Millionen Euro Steuereinnahmen verbuchen konnte, war bei Ausbruch der Eurokrise Sitz mehrerer Offshore Firmen. Der Steuersatz betrug zu diesem Zeitpunkt 15 %. Seit der Fusion der Finanzämter von Kranidi und Nafplion wurden 184 Off Shore-Firmen gezählt.